# Katalog Michel

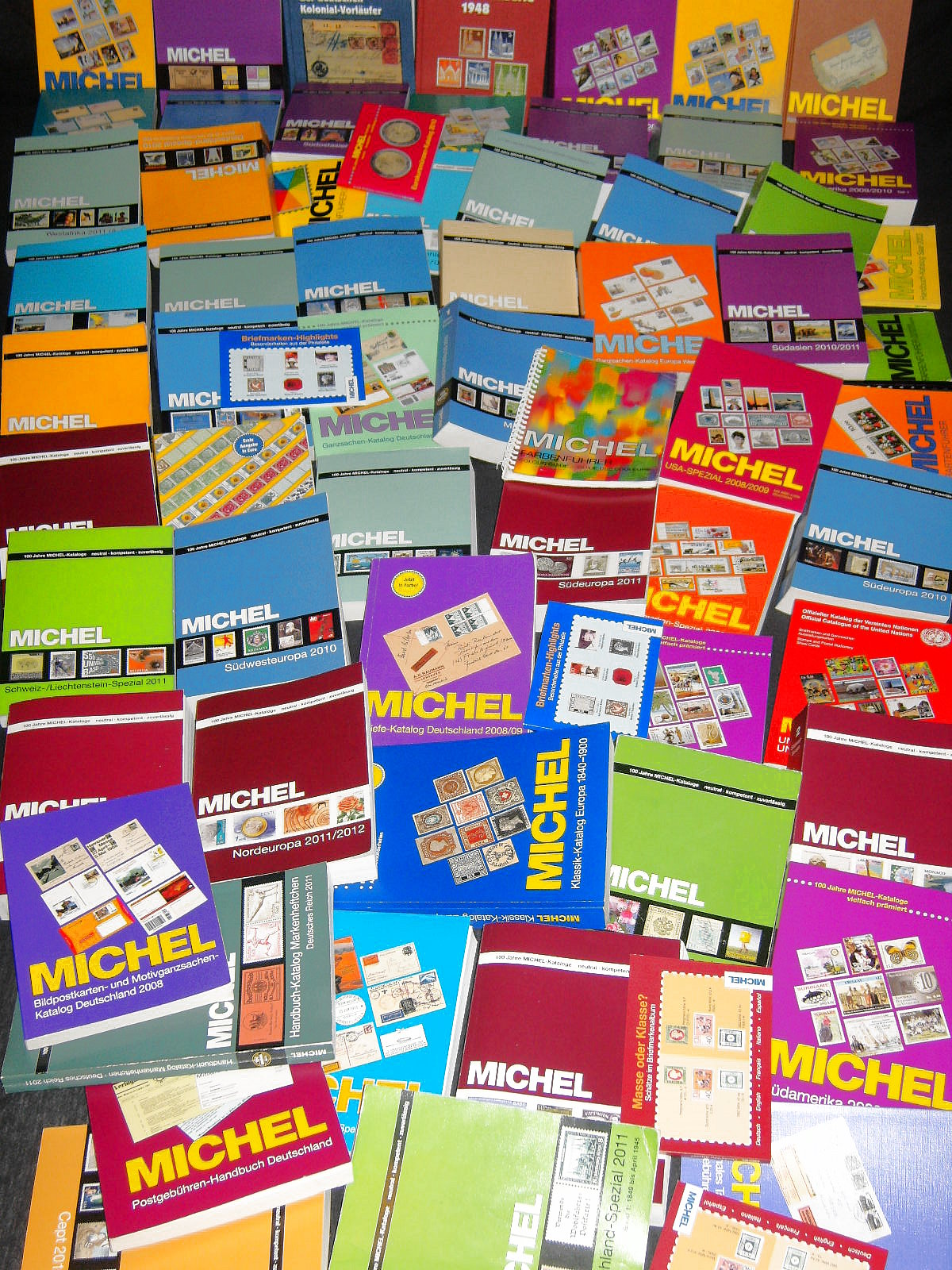
Katalogi Michel

Katalog Michel (MICHEL-Briefmarken-Katalog) – katalog znaczków pocztowych, uznawany za największy i najważniejszy w niemieckojęzycznym kręgu kulturowym.
Powstanie katalogu wiązało się z utworzeniem cennika przez kolekcjonera Hugo Michela. Miało to miejsce w latach 1909–1910. Wraz z rozwojem filatelistyki, a także popularyzacją zbierania znaczków, katalog ten stopniowo się rozrastał.

## Podział
Już w latach 1919–1920 został podzielony na dwie oddzielne części: „Europa” i „Kraje Zamorskie”. Podział ten został zachowany, a także jest tradycyjnie kontynuowany.
Pierwszym blokiem jest Katalog Europejski (Europa-Kataloge, w skrócie EK), do którego można zaliczyć:
- EK1 Europa Środkowa (Mitteleuropa)
- EK2 Europa Południowo-Zachodnia (Südwesteuropa)
- EK3 Europa Południowa (Südeuropa)
- EK4 Europa Południowo-Wschodnia (Südosteuropa)
- EK5 Europa Północna (Nordeuropa)
- EK6 Europa Zachodnia (Westeuropa)
- EK7 Europa Wschodnia (Osteuropa)

Kolejnym blokiem są Kraje Zamorskie (Übersee-Kataloge, w skrócie ÜK):
- ÜK1 Część 1 Ameryka Północna (Nordamerika)
- ÜK1 Część 2 Ameryka Środkowa (Mittelamerika)
- ÜK2 Karaiby (Karibische Inseln)
- ÜK3 Część 1 Ameryka Południowa A-I (Südamerika)
- ÜK3 Część 2 Ameryka Południowa K-Z (Südamerika)
- ÜK4 Północna i Wschodnia Afryka (Nord- und Ostafrika)
- ÜK5 Część 1 Zachodnia Afryka A-G (Westafrika)
- ÜK5 Część 2 Zachodnia Afryka H-Z (Westafrika)
- ÜK6 Południowa i Środkowa Afryka (Süd- und Zentralafrika)
- ÜK7 Australia/Oceania/Antarktyka (Australien/Ozeanien/Antarktis)
- ÜK8 Część 1 Azja Południowa (Südasien)
- ÜK8 Część 2 Azja Południowo-Wschodnia (Südostasien)
- ÜK9 Część 1 Chiny (China)
- ÜK9 Część 2 Japonia/Korea/Mongolia (Japan/Korea/Mongolei)
- ÜK10 Bliski Wschód (Naher Osten)

Oprócz tych dwóch bloków, istnieje również część niemiecka (Michel-Deutschland-Katalog oraz MICHEL-Deutschland-Spezial-Katalog). Część ta wydawana jest co rok.

## Współcześnie
Współcześnie katalog zawiera walory z całego świata, jednak szczególnie specjalistyczny nacisk położony jest na kraje niemieckojęzyczne, a w dalszej kolejności europejskie. Obok kolejnych wydań tradycyjnych – opartych na latach i krajach – pojawiają się również wydania specjalistyczne i tematyczne (np. związane z piłką nożną). Rozwijana jest również wersja elektroniczna, która zawiera obecnie 669 000 walorów filatelistycznych.